# Знаки почтовой оплаты СССР (1982)
Зна́ки почто́вой опла́ты СССР (1982) — перечень (каталог) знаков почтовой оплаты (почтовых марок), введённых в обращение дирекцией по изданию и экспедированию знаков почтовой оплаты Министерства связи СССР в 1982 году.

## Список коммеморативных (памятных) марок
Порядок следования элементов в таблице соответствует номеру по каталогу марок СССР (ЦФА), в скобках приведены номера по каталогу «Михель».
| № по каталогу                        | Изображение | Описание и источники                                           | Номинал   | Дата выпуска        | Тираж     | Художник        |
| ------------------------------------ | ----------- | -------------------------------------------------------------- | --------- | ------------------- | --------- | --------------- |
| (ЦФА [АО «Марка»] № 5298) (Mi #5180) |             | Чемпионат мира по футболу в Испании: - Скульптуры спортсменов. | 0,20 руб. | 4 июня 1982 года    | 5 000 000 | Герман Комлев   |
| (ЦФА [АО «Марка»] № 5354) (Mi #5235) |             | «С Новым, 1983 годом!»: - Куранты Спасской башни Кремля.       | 0,04 руб. | 1 декабря 1982 года | 5 600 000 | Сергей Горлищев |

## Комментарии
1. ↑  Ниже приведён перечень памятных художественных марок (с возможностью сортировки по номиналу, тиражу и дате введения в обращение).
2. ↑  Чемпионат мира по футболу в Испании. На марке — скульптуры спортсменов, тёмно-фиолетовая, жёлто-оливковая. Глубокая печать на мелованной бумаге перфорирована: рамочная зубцовка 11½ (на каждые 2 сантиметра края марки приходится 11½ зубцов). В марочных листах 25 (5×5) и 8 (2×4) марок[2][6][7].
3. ↑  Новогодняя марка «С Новым, 1983 годом!»: на многоцветной марке  (ЦФА [АО «Марка»] № 5354) — Куранты Спасской башни Кремля, многоцветная. Разновидность  (ЦФА [АО «Марка»] № 5354А) — без зубцов. Офсетная печать на мелованной бумаге с лаковым покрытием, перфорирована: комбинированная гребенчатая зубцовка 12:12½ (на каждые 2 сантиметра края марки приходится 12:12½ зубцов). В марочных листах 36 (6×6) и малые листы (кляйнбогены) по 16 (4×4) марок[2][10][11].